# Chiesa di San Pietro in Cornaredo
La chiesa di San Pietro in Cornaredo, appellata anche San Pietro con la rete, era una chiesa di Milano. Situata nell'attuale via Manzoni, fu demolita nel 1787.

## Storia
Incerta è la forma corretta dell'appellativo della chiesa: se Paolo Rotta sostiene che la forma originaria fosse "con la rete", in conformità alla tradizione evangelica che descrive San Pietro Apostolo come pescatore, e corrotto "in Cornaredo", Serviliano Latuada sostiene esattamente la teoria opposta citando dei documenti redatti dall'allora arcivescovo di Milano Gabriele Sforza: ad ogni modo la chiesa pare essere già citata da Bonvesin de la Riva nel XIII secolo.

## Architettura
La chiesa nelle sue forme originali aveva una pianta rettangolare divisa in tre navate sorrette da sedici colonne in pietra ed una cappella decorata: in una delle sue visite, il cardinale Carlo Borromeo ne decretò il rifacimento, che sarebbe stato compiuto molti anni dopo su progetto del Richini. La ricostruita chiesa aveva forma ottagonale e aveva tre cappelle: l'interno era quasi interamente decorato da marmi pregiati. Esistevano infine due portali interni alle chiesa che conducevano rispettivamente alla sacrestia e alla casa parrocchiale, entrambe ornate in cima con due medaglioni affrescati con la testa di San Pietro e di San Paolo.